# Вангенгейм Олексій Феодосійович
Олексі́й Феодо́сійович Вангенге́йм (нар. 23 жовтня 1881, с. Кропивне Конотопського повіту Чернігівської губернії (нині Бахмацький район, Чернігівська область) — пом. 3 листопада 1937, розстрільний полігон НКВС СРСР в урочищі Сандармох, що нині в Медвеж'єгорському районі Республіки Карелії, РФ) — радянський вчений-метеоролог. Організатор і перший керівник Єдиної гідрометеорологічної служби СРСР; організатор (1930) Бюро погоди СРСР.
Жертва більшовицького терору.

## Життєпис
Народився на Чернігівщині, предки голландського походження, з дворян. Батько Феодосій Петрович Вангенгейм (1859—1925) — землевласник, метеоролог та земський діяч. Олексій закінчив Орловську гімназію, згодом — фізико-математичний факультет Московського університету (1907) і Московський сільгоспінститут (1909). У період навчання був заарештований за участь у студентських заворушеннях (1902). Після нетривалої служби у війську в травні 1904-го перейшов на 3-й курс Київського політехнічного інституту, де навчався 7 семестрів. У 1906-му уклав шлюб з Юлією Василівною Болотовою — вчителькою історії і географії Дмитріївської жіночої прогімназії. Закінчивши сільгоспінститут, викладав математику в реальному училищі й у жіночій гімназії (м. Дмитрієв на Курщині).
Організував і очолював метеорологічну службу на Каспійському морі в м. Петровську (нині Махачкала) (1911—1913). Брав участь у Першій світовій війні (начальник метеослужби 8-ї армії, потім Південно-Західного фронту в чині полковника, нагороджений золотою зброєю — за організацію газової атаки проти австрійського війська).
Після жовтневого перевороту 1917-го кілька років жив у Дмитрієві, обіймав посади інспектора народної освіти, з 1921-го — повітового агронома. Переїхавши до Петрограда, у 1922—1924 роках працював синоптиком, помічником директора Головної фізичної обсерваторії (з 1924-го — Головна геофізична обсерваторія, яка до 1929-го виконувала функції керівного органу Гідрометеорологічної служби Росії). У 1925-му був обраний від обсерваторії депутатом до Ленради. Того ж року, розірвавши шлюб, переїхав до Москви, де одружився з Варварою Іванівною Кургузовою.
З 1926-го — заступник начальника Головнауки Наркомосу РРФСР, після чого 1929 року очолив Гідрометеорологічний комітет СРСР, організував у 1930-му Бюро погоди СРСР.
У 1930—1931 роках — заступник голови Центрального бюро краєзнавства в Росії. Водночас був професором Московського університету (1928—1934) і в ті самі роки — член ВКП(б).
Автор публікацій (рос. мовою) «Коллективизация и краеведение», «Краеведение и социалистическое строительство» (1930), «Засуха, суховеи и борьба с ними» (1931) та ін. Брав участь у забезпеченні першого польоту стратостата, що закінчився катастрофою у вересні 1933-го (ця обставина могла бути однією з причин арешту вченого).
Арештований 8 січня 1934 року, звинувачений у контрреволюційній діяльності («шкідництво»); 27 березня того ж року Колегія ОДПУ СРСР ухвалила вирок за ст. 58-7 КК РРФСР — 10 років ув'язнення у виправно-трудових таборах. Відбував покарання на Соловках. Працював у табірній бібліотеці й рівнобіжно з 1936 року — в музеї Соловецького товариства краєзнавства, проводив екскурсії в музеї, а також заняття з в'язнями, читав лекції на загальноосвітні теми. Сім'я зберегла його листи з неволі. В одному з них професор стверджував, що лише на четвертий рік сидіння він нарешті домігся відповіді на запитання, за якими ж пунктами статті його засуджено (тобто антирадянської агітації — п. 10 ст. 58 — у нього не було).
За доби «Великого терору» — масових політичних репресій — постановою окремої трійки Управління НКВД СРСР по Ленінградській області від 9 жовтня 1937 року дістав найвищу кару (розстріл). Вивезений із Соловків з великим етапом в'язнів Соловецької тюрми і страчений 3 листопада 1937 р. в урочищі Сандармох поблизу робітничого селища Медвежа Гора (нині Медвеж'єгорськ, Республіка Карелія, РФ).
Реабілітований Військовою колегією Верховного суду СРСР 23 червня 1956 року.